# Carrers de l'Alguer

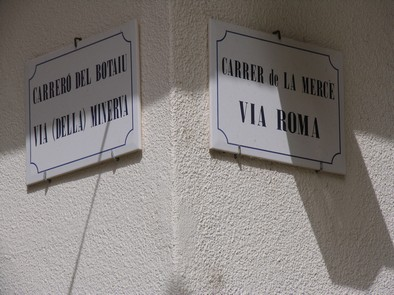
Retolació de carrers en català al l'Alguer vella

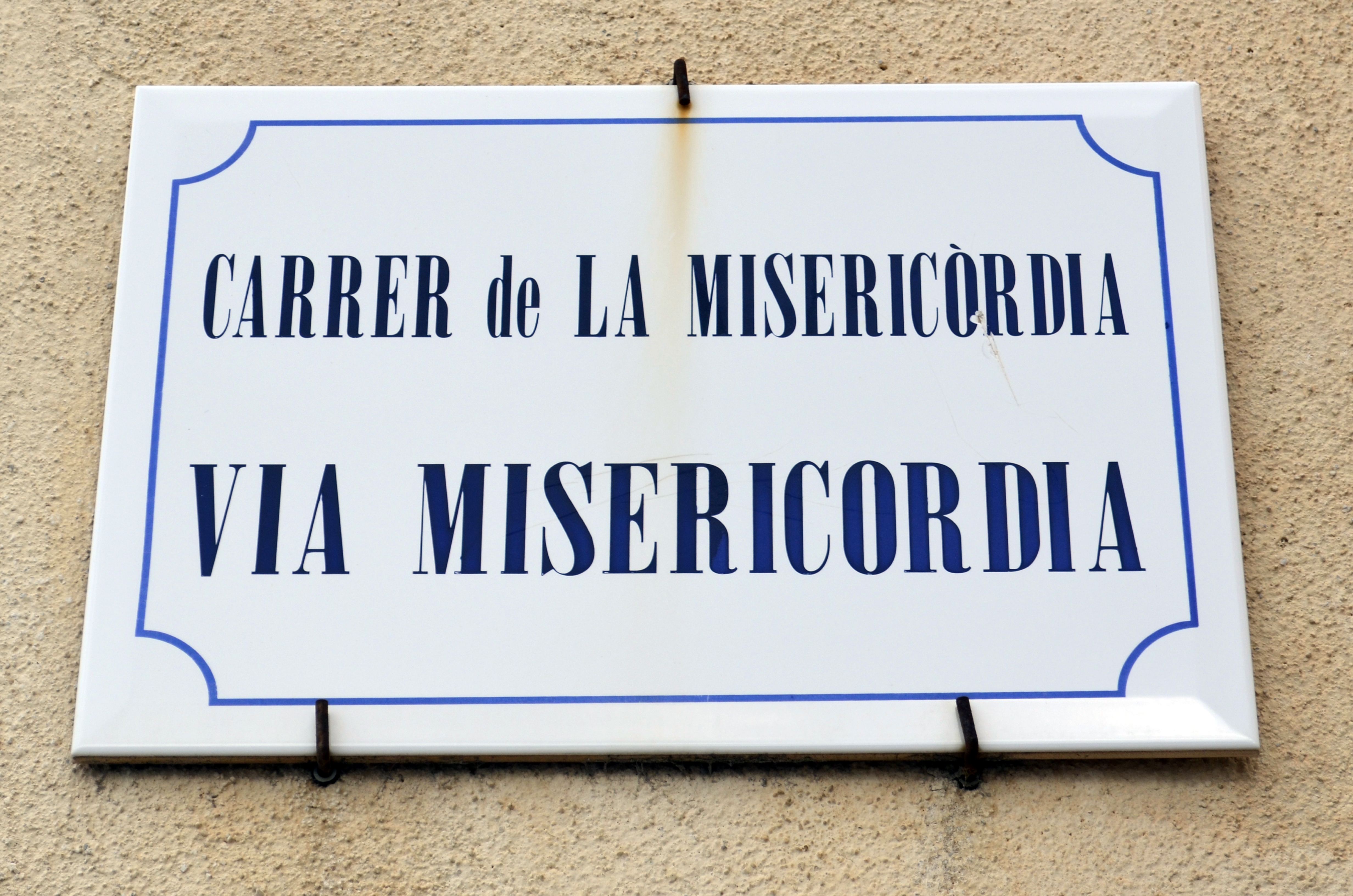
Retolació en català a l'Alguer

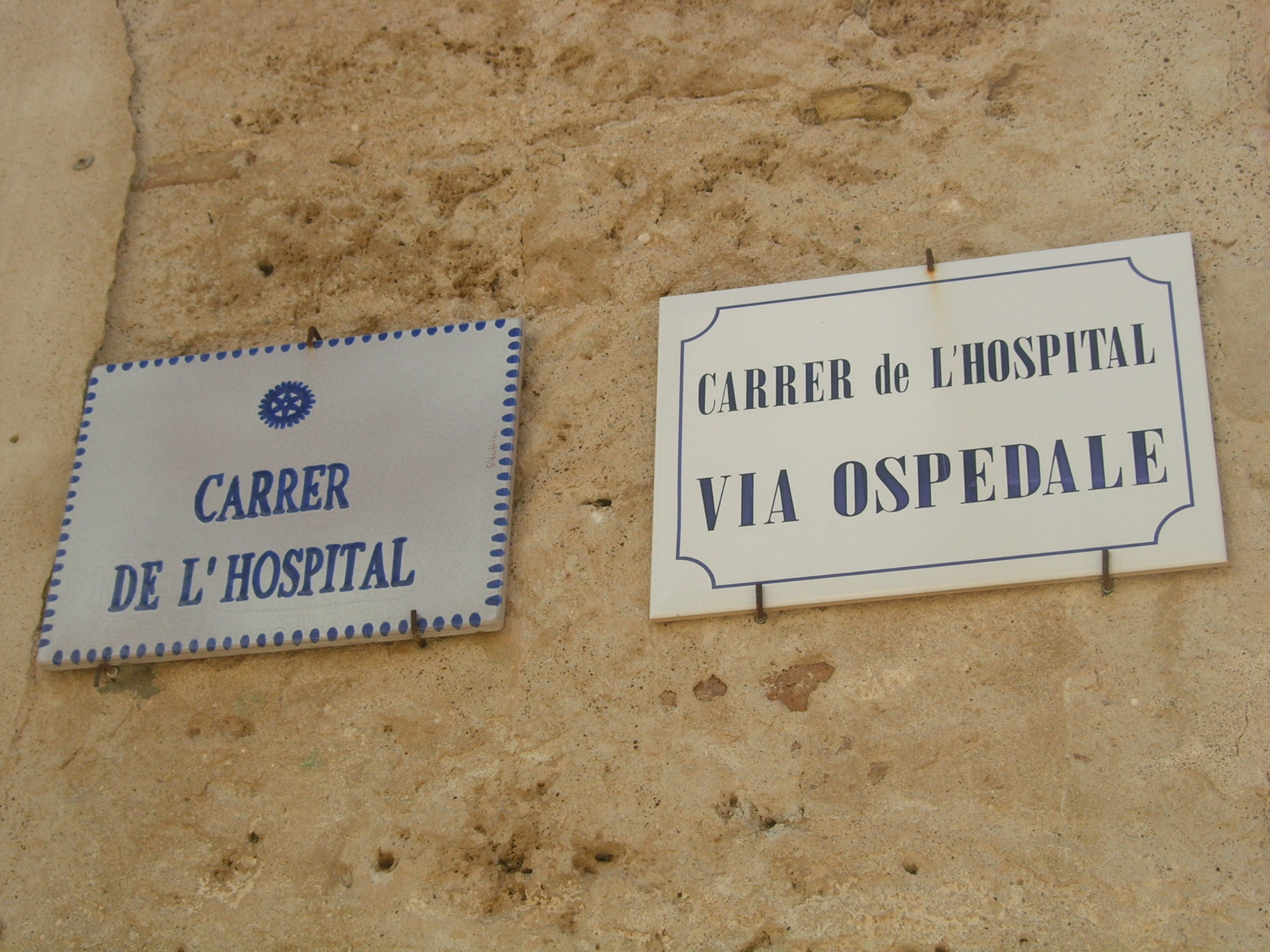
Retolació a l'Alguer

Aquest és un article sobre els carrers de l'Alguer. Les característiques culturals de l'Alguer, han donat lloc a la utilització de topònims bilingües per a la identificació dels carrers. Així que al costat del nom en italià, els carrers de la ciutat es troben nombroses senyals i plaques on el nom s'indica en la variant algueresa del català. Al l'Alguer vella els noms en català són els de l'antiga tradició de l'Alguer, que en molts casos no tenen res a veure amb el corresponent italià; de fet, alguns carrers que tenen un nom únic en italià, en català de l'Alguer compten amb diversos noms al llarg del desenvolupament del propi carrer.
| Contingut A B C D E F G H I J K L M N O P Q R S T U V W X Y Z Fertilia S.M. La Palma |

## A
| Tipus de carrer | Topònim italià         | Topònim/s català/ns                                                                                         | Barri/zona         |
| --------------- | ---------------------- | --- | ------------------ |
| vicolo          | Adami                  | Carreró del Porxo                                                                                           | l'Alguer vella     |
| via             | Aggius                 | | La Pedrera         |
| via             | Mons. Antoni Alcover   | | Stadio             |
| via             | Ales                   | | Lido               |
| via             | Francesco Alziator     | | Nucleo San Michele |
| via             | Amalfi                 | | La Pedrera         |
| via             | Amsicora               | | Pivarada           |
| via             | Antonio Andreoni       | | Sant Agustí        |
| via             | Giovanni Maria Angioy  | | San Giovanni       |
| via             | Eleonora d'Arborea     | | Port               |
| via             | Padre Raffaele Arduino | Carreró de la Insinuació Carrer de les Postes Velles Carrer de Pa i Aigua Carrer de Farina Carreró de Gillo | l'Alguer vella     |
| via             | Gabriel Arquimbao      | | Passionisti        |
| via             | Asfodelo               | | Pivarada           |
| via             | Domenico Alberto Azuni | | La Pedrera         |

## B
| Tipus de carrer | Topònim italià        | Topònim/s català/ns   | Barri/zona      |
| --------------- | --------------------- | --------------------- | --------------- |
| via             | delle Baleari         | Carrer de les Balears | Lido/La Pedrera |
| largo           | Agostino Ballero      |                       | Sant Agustí     |
| via             | Banyoles              |                       | Las Tronas      |
| via             | Barbagia              |                       | Pivarada        |
| via             | Barceloneta           |                       | l'Alguer vella  |
| via             | Barxa                 |                       | Sant'Anna       |
| via             | Massimiliano Barraccu |                       | Carrabuffas     |
| via             | Enrico Berlinguer     |                       | Passionisti     |
| via             | Gian Lorenzo Bernini  |                       | Stadio          |
| vicolo          | Bertolotti            | Carrer dels Hebreus   | l'Alguer vella  |
| via             | Brigata Sassari       |                       | Carcere         |
| vicolo          | Carlo Buragna         | Carrer de Giorgi Piu  | l'Alguer vella  |
| viale           | Tore Burruni          |                       | Maria Pia       |

## C
| Tipus de carrer | Topònim italià      | Topònim/s català/ns                                | Barri/zona                       |
| --------------- | ------------------- | -------------------------------------------------- | -------------------------------- |
| via             | Cagliari            | Carrer Càller                                      | l'Alguer Vella                   |
| via             | Calabria            |                                                    | Maria Pia                        |
| via             | Cala Llonga         |                                                    | Carrabuffas                      |
| via             | Fratelli Canelles   |                                                    | Nuovo commissariato              |
| via             | Luigi Canepa        |                                                    | Mercede                          |
| via             | Mons. Paolo Cappai  |                                                    | Sant Agustí                      |
| via             | Caprera             |                                                    | Maria Pia                        |
| via             | Caravaggio          |                                                    | Stadio                           |
| via             | Carbia              |                                                    | Calabona                         |
| via             | Carbonia            |                                                    | La Pedrera                       |
| via             | Giosuè Carducci     |                                                    | Mercede                          |
| via             | Carlo Alberto       | Carrer de les Escoles Carrer Major                 | l'Alguer vella                   |
| via             | Carloforte          |                                                    | La Pedrera (estació ferroviària) |
| via             | Carrabuffas         |                                                    | Carrabuffas                      |
| piazza          | Maria Carta         |                                                    | Lido                             |
| via             | Pau Casals          | Carrer Pau Casals                                  | Taulera                          |
| via             | Castelsardo         |                                                    | La Pedrera (estació ferroviària) |
| via             | Catalogna           | Carrer de Catalunya                                | Carcere                          |
| banchina        | Gen. Rafael Catardi |                                                    | Porto                            |
| vicolo          | Cavanna             |                                                    | Rosario                          |
| via             | Cavour              | Carrer del Carmen                                  | l'Alguer vella                   |
| via             | Benvenuto Cellini   |                                                    | Stadio                           |
| via             | Fratelli Cervi      |                                                    | Lido                             |
| via             | Michele Chessa      | Carrer Miquel Chessa                               | Carmine                          |
| via             | Fidel Cilliano      |                                                    | Carmine                          |
| via             | Cipro               |                                                    | Lido                             |
| piazza          | Civica              | Plaça de l'Arsenal Plaça del Pou Vell Plaça Civica | l'Alguer vella                   |
| bastioni        | Cristoforo Colombo  |                                                    | l'Alguer vella                   |
| via             | Columbano           | Carrer de la Carnisseria Nova Carrer del Mercat    | l'Alguer vella                   |
| via             | Coros               |                                                    | Sant'Anna                        |
| via             | Corsica             |                                                    | Maria Pia                        |
| via             | Enrico Costa        |                                                    | La Pedrera                       |
| largo           | Nunzio Costantino   |                                                    | Sant Agustí                      |
| via             | Ramon Cravellet     | Carrer Ramon Clavellet                             | Stadio/Sant Agustí               |
| via             | Creta               |                                                    | La Pedrera                       |
| via             | Benedetto Croce     |                                                    | Las Tronas                       |

## D
| Tipus de carrer | Topònim italià              | Topònim/s català/ns                    | Barri/zona               |
| --------------- | --------------------------- | -------------------------------------- | ------------------------ |
| via             | Antonio Dalerci             |                                        | Passionisti              |
| lungomare       | Dante Alighieri             |                                        | Centre ciutat/Las Tronas |
| via             | Leonardo Da Vinci           |                                        | Carrabuffas              |
| via             | Giuseppe De Biase           |                                        | Cunetta                  |
| via             | Antonio De Curtis           |                                        | Stadio                   |
| via             | Alcide De Gasperi           |                                        | Cunetta/Passionisti      |
| via             | Giovanni De Giorgio         |                                        | San Giovanni/Lido        |
| via             | Grazia Deledda              |                                        | Sant Agustí              |
| via             | Rina De Liguoro             |                                        | Mercede                  |
| via             | Giuseppe Delitala           | Carrer del Forn                        | l'Alguer vella           |
| via             | Bernardo De Muro            |                                        | Cunetta                  |
| via             | Enrico De Nicola            |                                        | Las Tronas               |
| via             | V.B. Dessanay               |                                        | Nucleo San Michele       |
| via             | Salvatore Diez              |                                        | Pivarada                 |
| via             | Giuseppe Di Vittorio        |                                        | Carrabuffas              |
| banchina        | Dogana                      |                                        | Porto                    |
| largo           | Don Bosco                   |                                        | Pivarada                 |
| via             | Don Domenico Augusto Deroma | Les Premses Devallada de Ritxo         | l'Alguer vella           |
| via             | Don Carlo Gnocchi           |                                        | Ospedale Civile          |
| via             | Don Giovanni Minzoni        |                                        | La Pedrera               |
| via             | Don Luigi Sturzo            |                                        | Mercede/Sant Agustí      |
| via             | Carmen Dore                 |                                        | Sant Agustí              |
| via             | Doria                       | Carrer d'Empleralda                    | l'Alguer vella           |
| piazza          | Duomo                       | Plaça de Santa Maria Carrer del Rosari | l'Alguer vella           |

## E
| Tipus de carrer | Topònim italià  | Topònim/s català/ns | Barri/zona             |
| --------------- | --------------- | ------------------- | ---------------------- |
| via             | Thomas Edison   |                     | Estació de ferrocarril |
| via             | Luigi Einaudi   |                     | Nuovo commissariato    |
| via             | Eivissa         |                     | Lido                   |
| via             | Pierino Enrico  |                     | Sant Agustí            |
| largo           | Antonio Era     |                     | Sant Agustí            |
| via             | Emilia          |                     | Maria Pia              |
| via             | Salvador Espriu |                     | Taulera                |
| viale           | Europa          |                     | Maria Pia              |

## F
| Tipus de carrer | Topònim italià    | Topònim/s català/ns | Barri/zona              |
| --------------- | ----------------- | --- | ----------------------- |
| via             | Pompeu Fabra      | | Taulera                 |
| via             | Enrico Fermi      | | Estació de ferrocarril  |
| via             | Gilbert Ferret    | Encolumins Devallada de Don Pinna Carrer de la Batxellera Carrer de Montanel·li Carrer de Gilbert Ferret Devallada del Quartel | l'Alguer vella          |
| via             | Alexander Fleming | | Ospedale Civile/Taulera |
| via             | Ugo Foscolo       | | Mercede                 |
| via             | Foradada          | | Carrabuffas             |
| vicolo          | Formentera        | | Lido                    |
| via             | Giuseppe Frank    | | Nuovo commissariato     |

## G
| Tipus de carrer | Topònim italià        | Topònim/s català/ns  | Barri/zona                   |
| --------------- | --------------------- | -------------------- | ---------------------------- |
| via             | Galileo Galilei       |                      | La Pedrera                   |
| via             | Gallura               |                      | Pivarada                     |
| banchina        | Giuseppe Garibaldi    |                      | Porto                        |
| via             | Giuseppe Garibaldi    |                      | Centre ciutat/Porto          |
| via             | Antoni Gaudì          | Carrer Antoni Gaudì  | Taulera                      |
| via             | Genova                |                      | Centro ciutat/Civico mercato |
| via             | Vittorio Giglio       |                      | Carmine                      |
| piazza          | Ginnasio              | Plaça de Sant Miquel | l'Alguer vella               |
| via             | Vincenzo Gioberti     | Carrer en Canonges   | l'Alguer vella               |
| via             | Giovanni Giolitti     |                      | Sant Agustí                  |
| viale           | Giovanni XXIII        |                      | Mercede                      |
| via             | Girona                |                      | Carcere                      |
| via             | Goceano               |                      | Pivarada                     |
| via             | Antonio Gramsci       |                      | Mercede                      |
| via             | Achille Grandi        |                      | Cunetta                      |
| via             | P. E. Guarnerio       |                      | Sant Agustí                  |
| largo           | Matteo Giulio Guillot |                      | Sant Agustí                  |
| via             | Guixera               |                      | Cunetta/Carrabuffas          |

## H
No hi ha cap carrer començat amb aquesta lletra

## I
| Tipus de carrer | Topònim italià | Topònim/s català/ns | Barri/zona |
| --------------- | -------------- | ------------------- | ---------- |
| via             | Iglesias       |                     | La Pedrera |
| via             | Il Carmine     |                     | Carmine    |

## J
| Tipus de carrer | Topònim italià | Topònim/s català/ns | Barri/zona   |
| --------------- | -------------- | ------------------- | ------------ |
| via             | Josto          |                     | San Giovanni |

## K
| Tipus de carrer | Topònim italià           | Topònim/s català/ns | Barri/zona                  |
| --------------- | ------------------------ | ------------------- | --------------------------- |
| via             | Fratelli Kennedy         |                     | Mercede/Nuovo commissariato |
| via             | Padre Massimiliano Kolbe |                     | Mercede                     |

## L
| Tipus de carrer | Topònim italià                 | Topònim/s català/ns  | Barri/zona            |
| --------------- | ------------------------------ | -------------------- | --------------------- |
| via             | Simon Laccu                    |                      | l'Alguer vella        |
| via             | La Maddalena                   |                      | La Pedrera            |
| via             | Antonio La Marmora             |                      | Centre ciutat         |
| via             | Lazzaretto                     | Carrer del Latzareto | l'Alguer vella        |
| via             | Giacomo Leopardi               |                      | Mercede               |
| via             | Lido                           |                      | Lido                  |
| via             | Liguria                        |                      | Maria Pia             |
| via             | Franz Liszt                    |                      | Parco Hemmerle        |
| via             | Antonio Lo Frasso              |                      | Mercede/Centre ciutat |
| molo            | Antonio Lo Frasso              |                      | Porto                 |
| via             | Logudoro                       |                      | Pivarada              |
| via             | Luigi IX (già via Don Minzoni) |                      | Ospedale civile       |
| via             | Emilio Lussu                   |                      | Nucleo San Michele    |

## M
| Tipus de carrer | Topònim italià          | Topònim/s català/ns                                                | Barri/zona                      |
| --------------- | ----------------------- | ------------------------------------------------------------------ | ------------------------------- |
| via             | Sebastiano Macciotta    |                                                                    | Rosario                         |
| via             | Ambrogio Machin         | Carrer en Domènec Carreró de Sant Francesc                         | l'Alguer vella                  |
| bastioni        | della Maddalena         |                                                                    | l'Alguer vella                  |
| bastioni        | Ferdinando Magellano    |                                                                    | l'Alguer vella                  |
| via             | Maiorca                 | Carreró del Rosari Carrer de Mallorca Carrer de les Contxes Velles | l'Alguer vella                  |
| via             | Malta                   |                                                                    | La Pedrera/Lido                 |
| via             | Mauro Manca             |                                                                    | Cunetta                         |
| via             | Giuseppe Manno          | Carrer de Manno                                                    | l'Alguer vella                  |
| via             | Alessandro Manzoni      |                                                                    | Mercede                         |
| via             | Guglielmo Marconi       |                                                                    | Mercede/Sant Agustí/Carrabuffas |
| vicolo          | Guglielmo Marconi       |                                                                    | Carrabuffas                     |
| bastioni        | Marco Polo              |                                                                    | l'Alguer vella                  |
| via             | Antonio Marongiu        |                                                                    | Mercede                         |
| via             | Enrico Mattei           |                                                                    | Mercede                         |
| via             | Giacomo Matteotti       |                                                                    | Mercede/Cunetta                 |
| via             | Giuseppe Mazzini        |                                                                    | Centre ciutat                   |
| piazza          | della Mercede           |                                                                    | Mercede                         |
| via             | Michelangelo            |                                                                    | Stadio                          |
| banchina        | Amm. Domenico Millelire |                                                                    | Porto                           |
| via             | della Minerva           | Carrer del Pou Vell                                                | l'Alguer vella                  |
| vicolo          | Minorca                 | Carrer de l'Hort del Mas                                           | l'Alguer vella                  |
| piazza          | Mirador de Balaguer     | Plaça Balaguer                                                     | Las Tronas/Calabona             |
| via             | Joan Mirò               |                                                                    | Taulera                         |
| via             | della Misericordia      | Carrer de la Misericòrdia                                          | l'Alguer vella                  |
| piazza          | del Molo                |                                                                    | l'Alguer vella                  |
| via             | Monte d'Olla            |                                                                    | Carrabuffas                     |
| via             | Montserrat              |                                                                    | Sant'Anna/Calabona              |
| via             | Rodolfo Morandi         |                                                                    | Mercede                         |
| viale           | Antonio Simon Mossa     | Carrer Antoni Simon Mossa                                          | Taulera                         |
| via             | Wolfgang Amadeus Mozart |                                                                    | Parco Hemmerle                  |
| piazza          | Municipio               | Plaça del Municipi Plaça del Mercat                                | l'Alguer vella                  |

## N
| Tipus de carrer | Topònim italià      | Topònim/s català/ns | Barri/zona |
| --------------- | ------------------- | ------------------- | ---------- |
| via             | Napoli              |                     | La Pedrera |
| via             | delle Nazioni Unite |                     | Mercede    |
| via             | Nulauro             |                     | Calabona   |
| via             | Nuoro               |                     | Mercede    |

## O
| Tipus de carrer | Topònim italià | Topònim/s català/ns  | Barri/zona              |
| --------------- | -------------- | -------------------- | ----------------------- |
| via             | Oristano       |                      | La Pedrera              |
| via             | degli Orti     |                      | San Giovanni/La Pedrera |
| via             | Ospedale       | Carrer de les Monges | l'Alguer vella          |

## P
| Tipus de carrer | Topònim italià                             | Topònim/s català/ns                                                      | Barri/zona                    |
| --------------- | ------------------------------------------ | ------------------------------------------------------------------------ | ----------------------------- |
| piazzale        | della Pace                                 | Plaça de la Pau                                                          | Porto                         |
| via             | Antonio Pacinotti                          |                                                                          | Estació del ferrocarril       |
| via             | Niccolò Paganini                           |                                                                          | Parco Hemmerle                |
| via             | Giovanni Pais                              |                                                                          | San Giovanni/Lido             |
| via             | Joan Palomba                               |                                                                          | Mercede                       |
| via             | Giuseppe Palomba (già via Palomba trav. A) |                                                                          | Mercede                       |
| via             | Pantelleria                                |                                                                          | Lido                          |
| via             | Pasquale Paoli                             |                                                                          | La Pedrera                    |
| via             | Giovanni Pascoli                           |                                                                          | Mercede                       |
| via             | Verdina Pensè                              |                                                                          | Valverde                      |
| vicolo          | Peretti                                    | Carrer de la Palla                                                       | l'Alguer vella                |
| via             | Perpignan                                  | Carrer de Perpinyà                                                       | Las Tronas                    |
| via             | Sandro Pertini                             |                                                                          | Parco Hemmerle                |
| via             | Francesco Petrarca                         |                                                                          | Mercede                       |
| banchina        | Amm. Giuseppe Pezzi                        |                                                                          | Porto                         |
| bastioni        | Antonio Pigafetta                          |                                                                          | l'Alguer vella                |
| piazza          | Pino Piras                                 | Plaça Pino Piras                                                         | Civico Mercato/l'Alguer vella |
| via             | Pisa                                       |                                                                          | La Pedrera                    |
| via             | Planargia                                  |                                                                          | Pivarada                      |
| via             | Ennio Porrino                              |                                                                          | Mercede/Sant Agustí           |
| piazza          | Porta Terra                                | Plaça del Portal                                                         | l'Alguer vella                |
| via             | Porto Torres                               |                                                                          | La Pedrera                    |
| viale           | I Maggio                                   |                                                                          | Maria Pia                     |
| via             | Principe Umberto                           | Carrer de Bonaire Carrer del Bisbe Carrer de Calassants Carreró de Ritxo | l'Alguer vella                |
| via             | Giacomo Puccini                            |                                                                          | Mercede                       |
| via             | J. A. Putranch                             |                                                                          | Nuovo commissariato           |

## Q
| Tipus de carrer | Topònim italià | Topònim/s català/ns | Barri/zona    |
| --------------- | -------------- | ------------------- | ------------- |
| via             | IV Novembre    |                     | Centre ciutat |

## R
| Tipus de carrer | Topònim italià        | Topònim/s català/ns                                                                   | Barri/zona                  |
| --------------- | --------------------- | ------------------------------------------------------------------------------------- | --------------------------- |
| viale           | della Resistenza      |                                                                                       | Nucleo San Michele/Calabona |
| via             | Fondazione Rockfeller |                                                                                       | Mercede                     |
| via             | Roma                  | Carrer de l'Hospital Carrer del Seminari Vell Carrer de la Merced Carrer de Mont Lleó | l'Alguer vella              |
| via             | Fratelli Rosselli     |                                                                                       | Cunetta                     |
| via             | Ernesto Rossi         |                                                                                       | Cunetta                     |
| via             | Gioachino Rossini     |                                                                                       | Mercede                     |
| via             | Angelo Roth           |                                                                                       | Mercede                     |
| via             | Ruota                 | Carrer de la Roda                                                                     | l'Alguer vella              |

## S
| Tipus de carrer | Topònim italià        | Topònim/s català/ns                                    | Barri/zona                   |
| --------------- | --------------------- | ------------------------------------------------------ | ---------------------------- |
| banchina        | Sanità                |                                                        | Porto                        |
| via             | Sant Agustí           |                                                        | Mercede/Sant Agustí          |
| via             | Sant'Anna             |                                                        | Sant'Anna                    |
| via             | Santa Barbara         | Carrer de Santa Bàrbara Lo Fossal Carrer de Santa Creu | l'Alguer vella               |
| piazza          | Santa Croce           | Placeta de Santa Creu                                  | l'Alguer vella               |
| via             | Sant'Erasmo           | Carrer de Sant Elmo                                    | l'Alguer vella               |
| via             | San Josemaría Escrivá | Carrer de San Josemaría Escrivá                        | Calabona                     |
| largo           | San Francesco         |                                                        | l'Alguer vella               |
| via             | Sant'Imbenia          |                                                        | Calabona                     |
| largo           | Santi Angeli          |                                                        | Carcere                      |
| piazza          | Antonio Sanna         | Plaça Antoni Sanna                                     | l'Alguer vella               |
| via             | Carmine Sannino       | Carrer del Mirador Carrer de la Vista                  | l'Alguer vella               |
| via             | Raffaello Sanzio      |                                                        | Stadio                       |
| viale           | Sardegna              |                                                        | La Pedrera                   |
| via             | Rafael Sari           |                                                        | Carmine                      |
| via             | Sassari               | Carrer Sàsser                                          | Centre ciutat                |
| via             | Sebastiano Satta      |                                                        | Sant Agustí/Pivarada         |
| via             | Pasqual Scanu         |                                                        | Carmine                      |
| vicolo          | Serra                 | Carrer de Calabragues Carrer de l'Arsenal              | l'Alguer vella               |
| via             | Sicilia               |                                                        | Maria Pia                    |
| via             | Simon                 | Carrer de les Argioles                                 | l'Alguer vella               |
| via             | Giovanni Spano        |                                                        | Porto                        |
| via             | Spargi                |                                                        | La Pedrera                   |
| largo           | dello Sperone         |                                                        | La Pedrera                   |
| piazza          | Vincenzo Sulis        |                                                        | l'Alguer vella/Centre ciutat |

## T
| Tipus de carrer | Topònim italià         | Topònim/s català/ns                 | Barri/zona           |
| --------------- | ---------------------- | ----------------------------------- | -------------------- |
| via             | Tabarca                |                                     | La Pedrera           |
| scalo           | Tarantiello            |                                     | Porto                |
| via             | Tarragona              | Carrer de Tarragona                 | Mercede              |
| piazza          | del Teatro             | Plaça del Teatre Plaça del Bisbe    | l'Alguer vella       |
| vicolo          | del Teatro             | Carrer del Tatre Muntada del Teatre | l'Alguer vella       |
| via             | Tiziano                |                                     | La Pedrera           |
| via             | E. Toda                |                                     | Nuovo commissariato  |
| via             | Palmiro Togliatti      |                                     | Sant Agustí          |
| via             | Evangelista Torricelli |                                     | Stazione ferroviaria |
| via             | Toscana                |                                     | Maria Pia            |
| via             | Txu Terrat             |                                     | Nuovo commissariato  |

## U
| Tipus de carrer | Topònim italià | Topònim/s català/ns | Barri/zona |
| --------------- | -------------- | ------------------- | ---------- |
| via             | Umbria         |                     | Maria Pia  |

## V
| Tipus de carrer | Topònim italià                                  | Topònim/s català/ns | Barri/zona                   |
| --------------- | ----------------------------------------------- | ------------------- | ---------------------------- |
| lungomare       | Valencia                                        |                     | Las Tronas/Calabona          |
| via             | Valverde                                        |                     | Valverde                     |
| via             | Ezio Vanoni                                     |                     | Nuovo commissariato          |
| via             | Venezia                                         |                     | La Pedrera                   |
| via             | XX Settembre                                    |                     | Centro città                 |
| via             | XXIV Maggio                                     |                     | Porto                        |
| via             | Giuseppe Verdi                                  |                     | Mercede                      |
| via             | Vilafranca del Penedès                          |                     | Sant'Anna/Calabona           |
| via             | Villanova                                       |                     | La Pedrera                   |
| via             | Villanova Monteleone (già viale Giovanni XXIII) |                     | Parco Hemmerle               |
| via             | Vittorio Emanuele II                            |                     | Centre ciutat/stadio/Carmine |
| via             | Vittorio Veneto                                 |                     | Carcere/Sant Agustí          |
| via             | Antonio Vivaldi                                 |                     | Parco Hemmerle               |
| via             | Alessandro Volta                                |                     | Estació de ferrocarril       |

## W
No hi ha cap carrer començat amb aquesta lletra

## X
No hi ha cap carrer començat amb aquesta lletra

## Y
No hi ha cap carrer començat amb aquesta lletra

## Z
| Tipus de carrer | Topònim italià | Topònim/s català/ns | Barri/zona     |
| --------------- | -------------- | ------------------- | -------------- |
| via             | Zaccaria       | Carreró del Carmen  | l'Alguer vella |

## Fertília
| Tipus de carrer | Topònim             |
| --------------- | ------------------- |
| via             | Cherso              |
| via             | Dalmazia            |
| via             | Fiume               |
| via             | Istria              |
| via             | Martiri delle Foibe |
| via             | Orsera              |
| via             | Parenzo             |
| via             | Pola                |
| lungomare       | Rovigno             |
| piazza          | San Marco           |
| via             | Trieste             |
| piazza          | Venezia Giulia      |
| via             | Zara                |

## Santa Maria La Palma
| Tipus de carrer | Topònim |
| --------------- | ------- |
| Piazza          | Olbia   |